# 彭睿瓘
彭睿瓘（？—？），字聞自，又字公吹，號竹本。廣東順德龙江乡人。明朝画家。

## 生平
彭睿瓘自幼喪父，寄居親友家，不求闻达，別署龍江村獠，擅繪蘭、竹，陈同云：“……竹之低昂偃仰，滴圳摇风，神态妙合天然……其画石之轮廓，笔笔作草篆体，金刚杵、屋漏痕、折钗股诸法备此矣。”其草書“以柳公权为骨，一波三折，盘旋屈曲而下”，世稱「竹本派」，傳世書法有《草書詩冊》。
其父彭耀，崇祯进士，随丁魁楚、瞿式耜拥立桂王朱由榔，死於南明宮廷內鬥。